# Harenberg (Seelze)

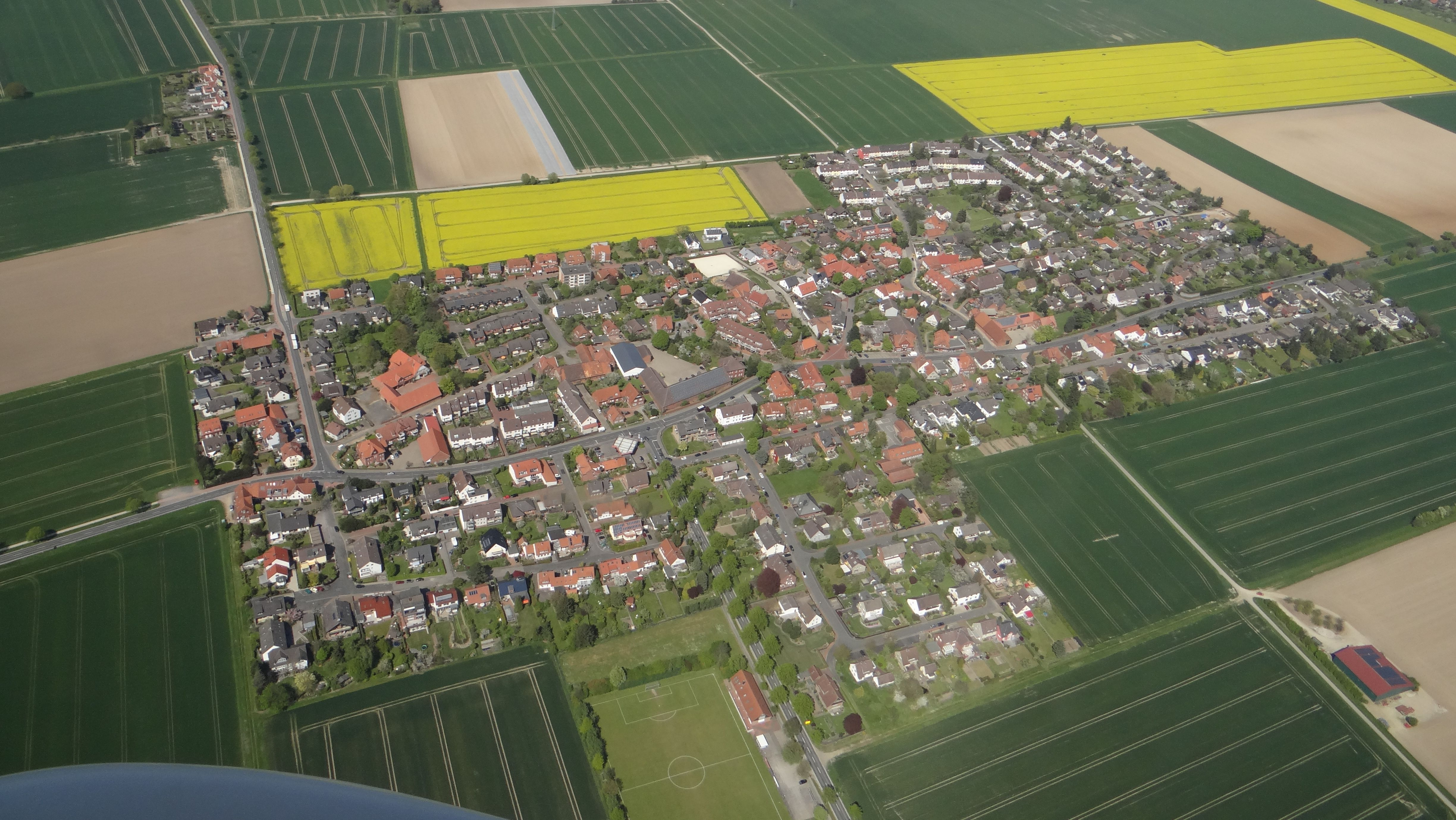
Luftbild im Mai 2016

Harenberg ist ein Ortsteil der Stadt Seelze. Mit 1743 Einwohnern gehört Harenberg zu den kleineren Ortsteilen von Seelze. Der Ortsteil liegt nahe Hannover.

## Geografie
Harenberg befindet sich rund drei Kilometer von der Stadtgrenze von Hannover und nahe der Bundesstraße 441. Der Ort liegt innerhalb der flachen Landschaft auf einem Hügel, von dem aus man einen weiten Blick in die Umgebung hat, auch nach Seelze und Hannover sowie auf den Deister. Harenberg verfügt über drei kleinere Siedlungsstellen außerhalb der Ortschaft. Dies sind die Wohnstellen Kollrothshöh, Friedhof und Mühle, die an den historischen Zufahrtsstraßen von Harenberg liegen.

## Geschichte
Der Zeitpunkt der Ortsgründung ist nicht bekannt. In Urkunden der Jahre 1195 und 1211 aus Hildesheim finden sich erste Bezüge zum Ort Harenberg. Dies ist aber nicht eindeutig wegen der Schreibweise des Ortsnamens. Die erste sichere urkundliche Erwähnung stammt von 1220.
Am 1. März 1974 wurde Harenberg in die Stadt Seelze eingegliedert.

## Politik

### Ortsrat
Der Ortsrat von Harenberg setzt sich aus 7 Ratsfrauen und Ratsherren zusammen.
|      | CDU | SPD | Grüne | Gesamt  |
| 2011 | 4   | 2   | 1     | 7 Sitze |

Stand: Kommunalwahl am 11. September 2011
Ortsbürgermeisterin ist Kira Klenner (CDU).

### Wappen
Das Ortswappen lehnt sich mit den drei Rosen im Schildhaupt an das Wappen der Grafen von Hallermund an, deren Herrschaftsschwerpunkt im Umland des Deisters lag. Im 13. Jahrhundert hatten die von Hallermunds Familienbesitz in Harenberg, der unter anderem 1220 an das Kloster Marienwerder fiel (Schenkung des Grafen Burchard von Oldenburg aus dem Erbschatz seiner Mutter Beatrix von Hallermund). Nach der Wappenbegründung des Grafikers und Heraldikers Alfred Brecht von 1962 stehen die Sensen für den bäuerlichen Charakter des Dorfes und die Biene (Imme) erinnert an die nahe gelegene Wüstung.

## Kultur und Sehenswürdigkeiten
- Neugotische St.-Barbara-Kirche von 1882, ersetzte eine Fachwerkkapelle
- „Meiers Mühle“ von 1684, wurde von 1948 bis ca. 1980 elektrisch betrieben
- Hannover War Cemetery als britische Kriegsgräberstätte unmittelbar an der Grenze zum hannoverschen Stadtteil Ahlem

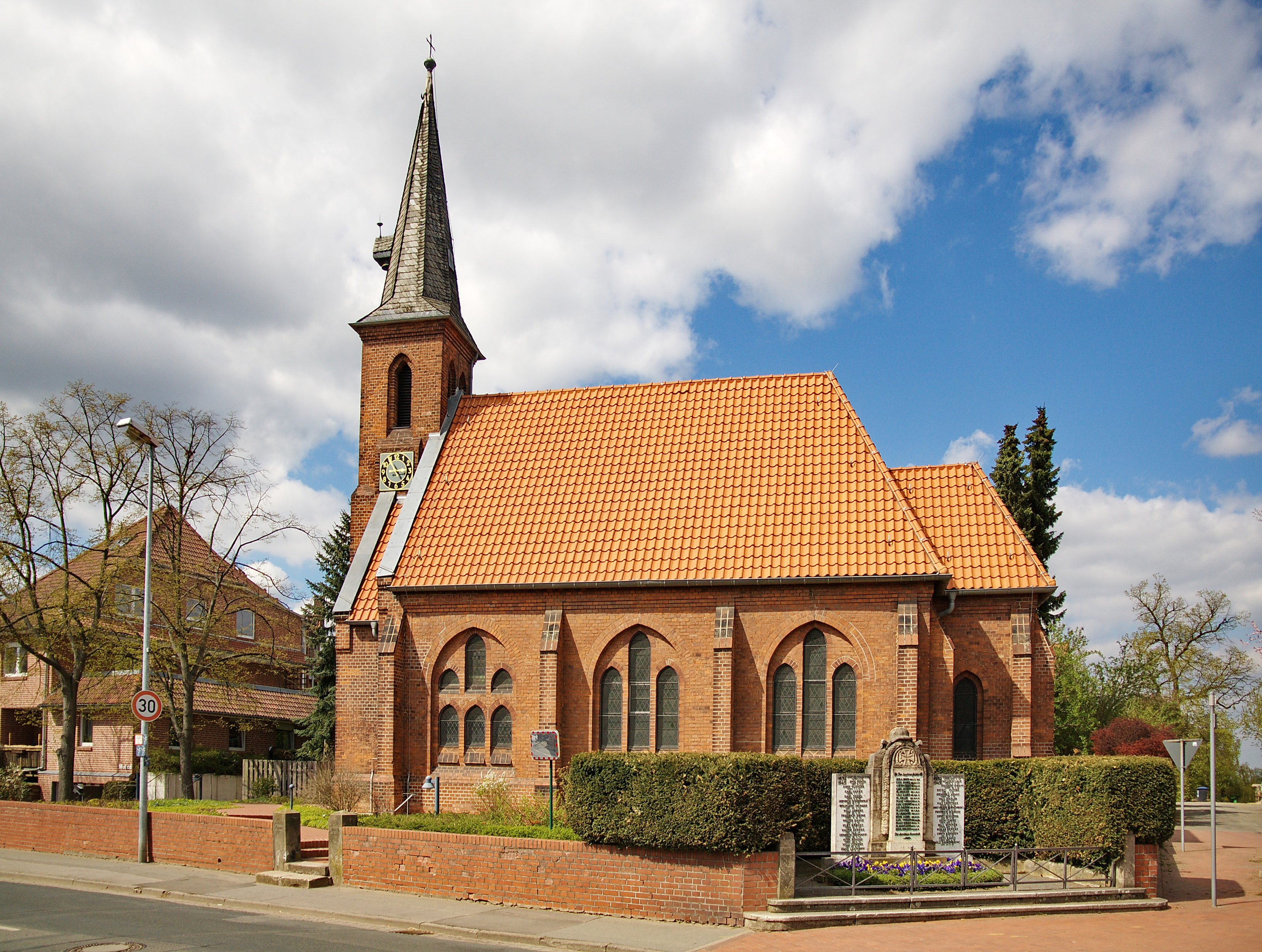
Barbarakirche
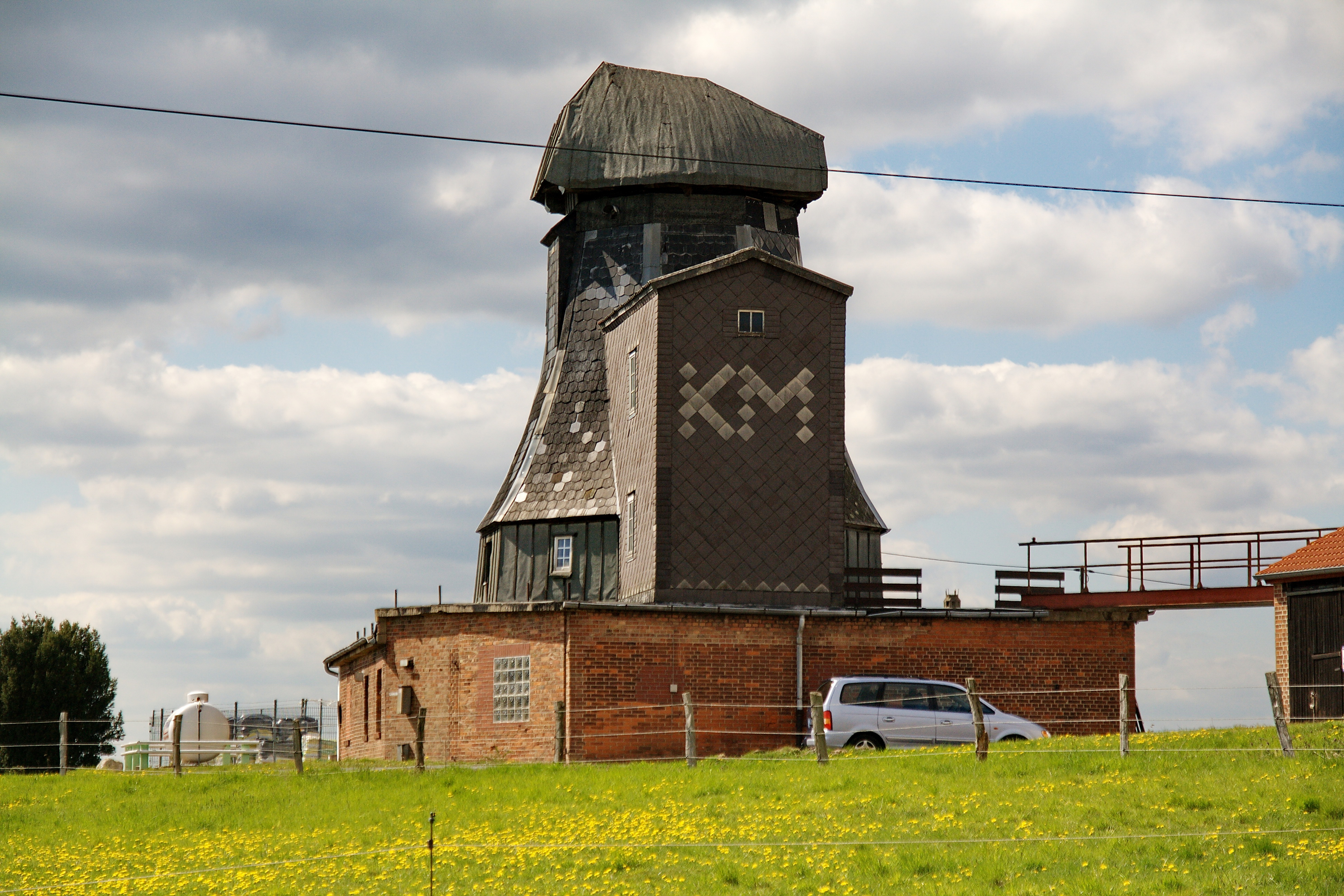
Mühle nahe Harenberg
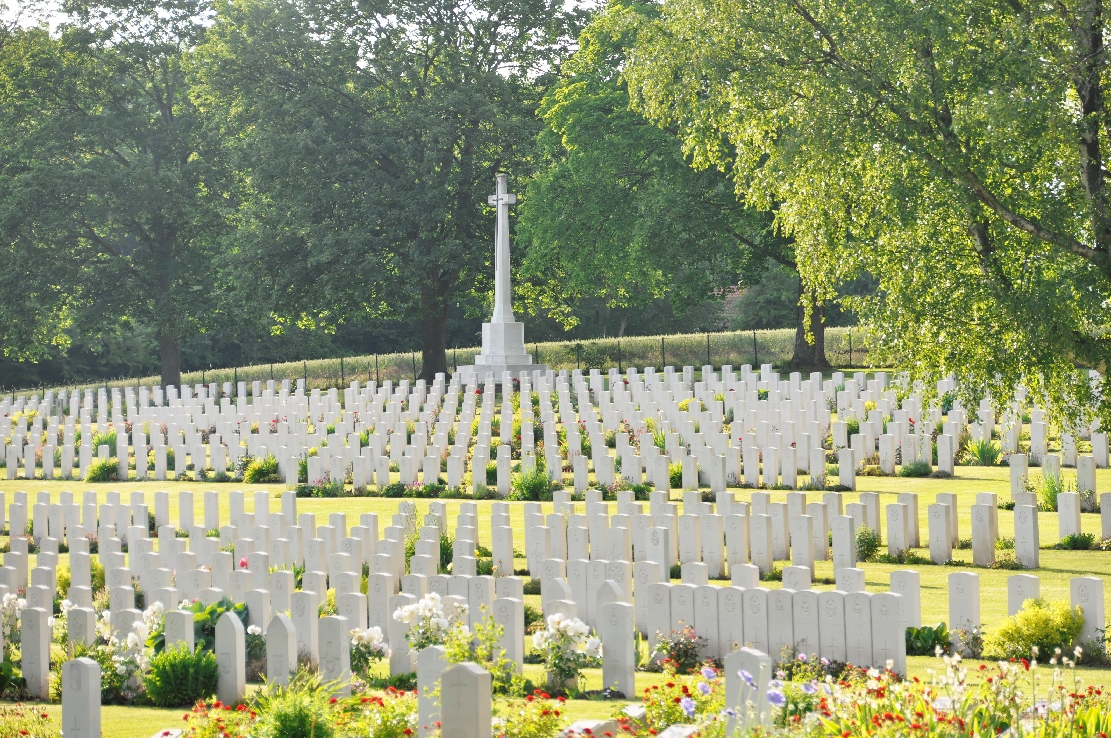
Hannover War Cemetery, dahinter Ahlemer Höhe